# Tvåtjärnarna (Borgsjö socken, Medelpad, 695217-150401)
Tvåtjärnarna är en sjö i Ånge kommun i Medelpad och ingår i Ljungans huvudavrinningsområde. Tvåtjärnarna ligger i Jämtgaveln Natura 2000-område. Vid provfiske har elritsa och röding fångats i sjön.